# Can Llobet (Sant Cebrià de Vallalta)
Can Llobet és una obra amb elements gòtics de Sant Cebrià de Vallalta (Maresme) inclosa a l'Inventari del Patrimoni Arquitectònic de Catalunya.

## Descripció
Masia de planta rectangular formada per planta baixa i pis. La coberta és a dues aigües. A la planta baixa hi ha la porta d'entrada amb arc rebaixat i una finestra rectangular, també hi ha un petit cos afegit. Al primer pis hi ha un rellotge de sol i a cada costat una finestra, una és quadrada i l'altra té un arc conopial que és d'estil gòtic. A la part més decantada de la casa hi ha una petita finestra que podria ser d'estil més romàntic. Amb tots aquests elements veiem que aquest casa ha sofert diverses remodelacions.